# Sapperton (Gloucestershire)
Sapperton – wieś w Anglii, w hrabstwie Gloucestershire, w dystrykcie Cotswold. Leży 19 km na południowy wschód od miasta Gloucester i 138 km na zachód od Londynu. W 2001 miejscowość liczyła 424 mieszkańców. Sapperton jest wspomniana w Domesday Book (1086) jako Sapletorne.